# Othnielia
Othnielia är ett släkte av fågelhöftade dinosaurier hypsilofodontider som levde mellan 152 och 145 miljoner år sedan under yngre jura i västra Nordamerika.